# 이언 매켈리니
이언 매켈리니(Ian McElhinney, 1948년 ~ )는 북아일랜드의 배우이다.

## 작품 목록
- 로그 원: 스타워즈 스토리